# Wegaf
Wegaf of Oegaf was een koning in het Egypte tijdens de 13e dynastie. Zijn tweede naam Choetawire betekent: "Re is de beschermer van de twee landen!"

## Identiteit
Gegevens over de identiteit van Wegaf zijn twijfelachtig. Hij leefde in een ingewikkelde tijd toen Egypte in verval was.
De koningsnaam komt voor in de Turijnse koningslijst als de eerste heerser van de 13e dynastie. Maar volgens Kim Ryholt kan de naam Choe-tawi-re ook geïnterpreteerd worden als een van de namen van koning Sobekhotep I, deze zou een zoon zijn van Amenemhat IV, maar dit idee wordt niet geaccepteerd door de meeste egyptologen.
De koning wordt ook vermeld op de koningslijst van Karnak, gemaakt tijdens de regering van Thoetmoses III.

## Bewijzen
Er is een aantal bewijzen voor het bestaan van de koning gevonden, zo is er een scarabee gevonden van een generaal die waarschijnlijk dezelfde persoon is als Wegaf, een blok van een Montoe-tempel bij Medamud met zijn naam, een zittend godsbeeld van Dedwen bij de vestiging Semna, een stele en resten van een beeld uit Karnak.